# ユーロハウンド

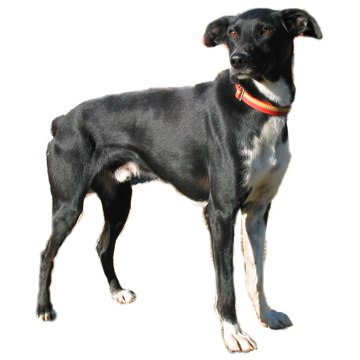
ユーロハウンド

ユーロハウンド（英: Eurohound）は、スカンジナビア半島原産のスレッター犬種（犬ぞり用犬種）のひとつである。
スレッター用の犬種の中では有名なもののひとつであるが、まだあまり日本では知られていない。本来純血種ではないが、近年はだいぶ種としての確立が進み、犬種クラブも存在する。

## 歴史
もともとはアラスカン・ハスキーの一系統としてまとめられていたが、個体数が増えタイプが固定されたため独立した犬種として扱われるようになった。独立はしたが、まだ完全なる純血種ではない。
ユーロハウンドはシベリアン・ハスキーをベースに作られた系統のアラスカン・ハスキーに、ポインター犬種を異種交配させることによって作出された。それによりハスキーの体力とスレッター能力にポインターの仕事に対する熱意が組み合わされた強力なスレッター犬種として世界中のさまざまなスレッターレースで使われるようになった。
また、スレッターレースに使われる意外にもこの犬種の使役方法がある。それはアメリカ合衆国のアラスカ州やノルウェーなどの寒帯地域でスレッターとして主人と荷物を狩猟場へ運び、ポインターとして獲物を探し、発見すると前足を上げポイント行動をして主人に知らせて狩猟を手伝う事である。このほかにもペットとして飼われたり番犬として畑の見張りをさせたりなど、ユーロハウンドの仕事は多岐に渡る。
ユーロハウンドはあまりスレッターレースのことを知らない人には知られていないが、実は日本にもスレッターとして北海道に輸入されていて、一部地域ではブリーディングも行われている。

## 特徴
ミックス犬であるが、見た目のばらつきはほとんどない。大半が折れ耳・半折れ耳で垂れ尾と足が長く、毛色はブラックの地にホワイトのマーキングがあるものか白地に斑があるものである。コートは短毛で、ダブル・コートのものとシングル・コートのものがある。無駄のない体型でダブル・コートのものはややハスキーに近く、シングル・コートのものはややポインターに近い外見をしている。
大きさは制限が無いが、体重は18～24kgが最も好ましいとされている。
健康面の問題は雑種化矯正が現れるため、遺伝的疾患がほとんどない。ただし、アラスカでは過使により関節の損傷や胃潰瘍といった疲労による怪我・病気が報告されている。寿命はおよそ10～14年ほど。
体力が非常に多いため、運動量は猟犬並みに多く必要とする。性格は情熱的で人馴れが早い。

## 参考
- 英語版　en:Eurohound  21:29, 27 August 2008版　より引用